# Hainchen (Netphen)
Hainchen ist ein Stadtteil von Netphen im Kreis Siegen-Wittgenstein in Nordrhein-Westfalen mit 924 Einwohnern (Stand: 30. Juni 2022).

## Geographie

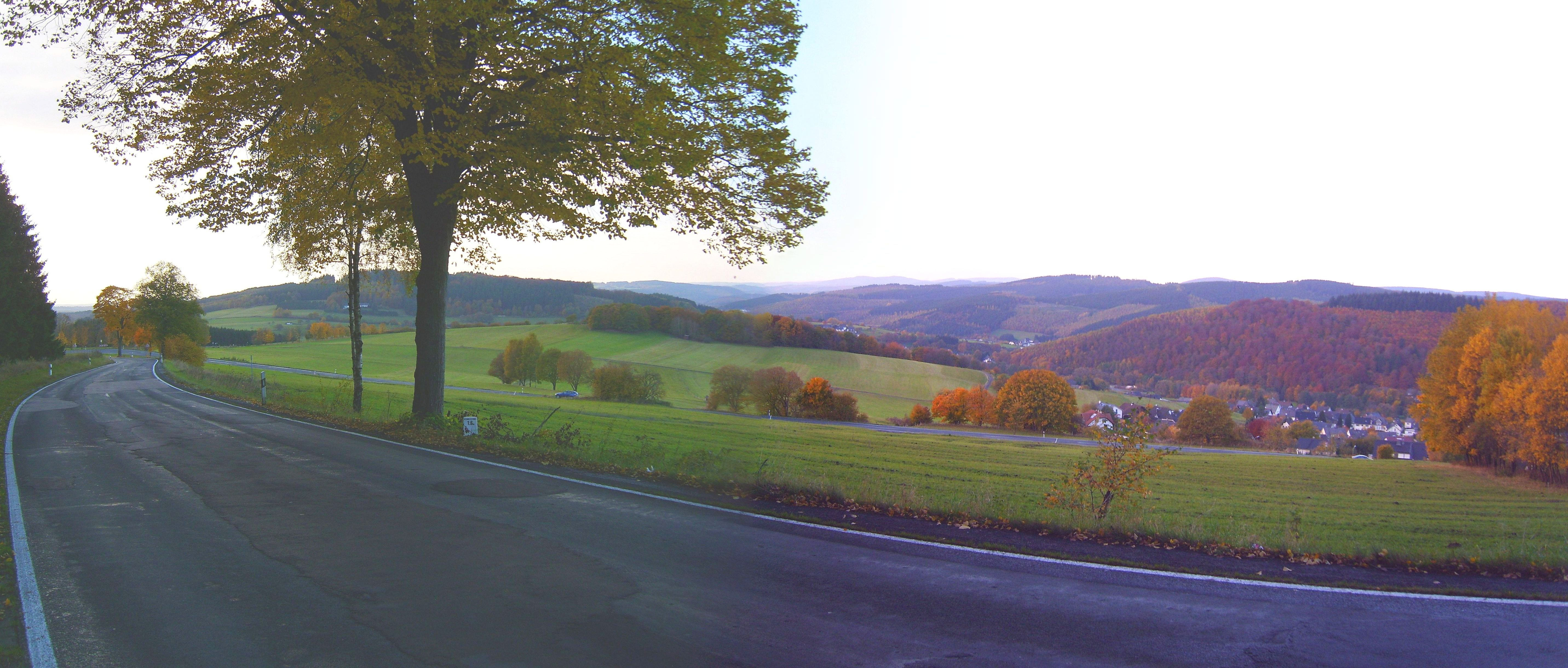
Blick vom Rand der Haincher Höhe auf Hainchen (Vordergrund).
In zweiter Reihe die das Siegerland um eine Höhenstufe überragenden Berge des westlichen Rothaargebirges.

### Geographische Lage
Hainchen liegt am Ostrand des historischen Siegerlandes, an der Nahtstelle der Quellmuldenlandschaft des naturräumlichen Siegerlandes zum Rothaargebirge. Die nach dem Ort benannte Haincher Höhe, die die Ortslage unmittelbar östlich um rund 200 m überragt, stellt einen gratartigen Südwestausläufer des Rothaargebirges dar und bildet eine natürliche Grenze zwischen Nordrhein-Westfalen und Hessen. In nordöstlicher Verlängerung dieses Grates liegt, 5,2 km (Luftlinie) entfernt, im Jagdberg mit 675,9 m ü. NN die höchste Erhebung des Ortes.
Die Gemarkungsfläche beträgt 10,1 km² (1.010 ha). Die Fläche teilt sich in 650 ha Wald und 420 ha Flur und Ortslage. Die Gemarkungsgrenze verläuft rund 8 km entlang der hessischen Landesgrenze. Ferner grenzt der Ort nördlich an die Stadt Bad Laasphe und südlich an die Gemeinde Wilnsdorf. Der Höhenunterschied beträgt vom Ortseingang (384 m) bis zum Ortsausgang an der hessischen Grenze (578 m ü. NN) 194 m. Durch den Ort fließt der Werthenbach-Zufluss Geiersgrundbach.

### Nachbarorte
Nachbarorte von Hainchen sind Werthenbach im Norden, Rittershausen im Osten, Weidelbach im Südosten, Offdilln und Dillbrecht im Süden, Wilgersdorf im Südwesten und Irmgarteichen im Westen.

## Geschichte

Burg Hainchen

Die erste schriftliche Erwähnung des Ortes war im Jahre 1313. Am 4. Mai dieses Jahres erwarb Heinrich I. von Nassau, von den Brüdern Friedrich und Gottfried von dem Hain (= Umzäunung, Einhegung) die „burch zu deme hana“ mit dem dazugehörigen Tal (= „Ort“). Das Vorhandensein eines Dorfes ist auch bewiesen, weil die Brüder von dem Hain zwei Höfe „auswendig des Grabens“ für sich behielten. Das Dorf ist jedoch sicherlich älter, denn die Burg Hainchen (castrum indaginem) wurde bereits früher urkundlich erwähnt, und zwar am 23. April 1290. Die Vorfahren der Burgbesitzer werden sogar noch früher genannt. „Derer vom Hain“, Conradius de Indagine, wird 1215 erstmals urkundlich erwähnt.
1566 lebten 28 Steuerpflichtige im Ort. Im 15. Jahrhundert lebten ca. 120 Menschen in Hainchen, im 16. Jahrhundert waren es 150 und im 17. Jahrhundert 160 Menschen. 1815 gab es in Hainchen acht Fuhrleute, zwei Kleinschmiede und einen Wirt.
Bis Ende 1968 gehörte der Ort dem Amt Netphen an und wurde am 1. Januar 1969 im Rahmen der kommunalen Neugliederung als bis dahin eigenständige Gemeinde der neuen Großgemeinde Netphen angeschlossen. Seit 1981 werden zwei der drei Backhäuser („Backes“) regelmäßig betrieben.

### Wappen und Banner
| Wappen der ehem. Gemeinde Hainchen, Kreis Siegen | Blasonierung: „In Blau belegt mit zwei goldenen (gelben) Balken, sechs 3:2:1 gestellte goldene (gelbe) heraldische Lilien.“ |

Banner der ehem. Gemeinde Hainchen

| Wappen der ehem. Gemeinde Hainchen, Kreis Siegen | Wappenbegründung: Das am 25. November 1954 vom Gemeinderat beschlossene Wappen wurde am 25. Juni 1955 vom nordrhein-westfälischen Innenminister genehmigt. Als Tinkturen wurden die Farben der früheren Landesherren der Grafen von Nassau gewählt. Das Wappen ist abgeleitet von dem Siegel der Herren von Hain, Gründer der Burg Hainchen aus dem Jahre 1313. Dieses Siegel, das der Ritter Friedrich van deme Hane (de Indagine) der Urkunde über den Verkauf der 1290 zuerst in der Hand seiner Familie erwähnten Burg Hainchen (Castrum Indagine) an den Grafen Heinrich von Nassau-Siegen anhängte, wählte die Gemeinde als am besten geeignet. Das Banner ist Gelb-Blau gespalten mit dem Gemeindewappen im oberen Drittel, darüber der Schriftzug "Hainchen" in Frakturschrift. |

### Einwohnerzahlen
Die Einwohnerentwicklung Hainchens:
| Jahr | Einwohner |
| ---- | --------- |
| 1818 | 255       |
| 1831 | 335       |
| 1839 | 342       |
| 1843 | 351       |
| 1852 | 333       |
| 1855 | 337       |
| 1858 | 329       |
| 1867 | 298       |

| Jahr | Einwohner |
| ---- | --------- |
| 1871 | 284       |
| 1885 | 259       |
| 1895 | 291       |
| 1905 | 313       |
| 1910 | 311       |
| 1925 | 426       |
| 1933 | 453       |
| 1939 | 439       |

| Jahr | Einwohner |
| ---- | --------- |
| 1946 | 565       |
| 1950 | 603       |
| 1961 | 717       |
| 1967 | 762       |
| 1969 | 798       |
| 1975 | 768       |
| 1976 | 780       |
| 1981 | 834       |

| Jahr | Einwohner |
| ---- | --------- |
| 1989 | 938       |
| 1994 | 1000      |
| 2005 | 988       |
| 2009 | 958       |
| 2012 | 907       |
| 2013 | 908       |
| 2015 | 932       |
| 2017 | 931       |

| Jahr | Einwohner |
| ---- | --------- |
| 2021 | 924       |
| 2022 | 924       |

## Sehenswürdigkeiten
- In Hainchen befindet sich auch mit Burg Hainchen eine Wasserburg. Sie besteht seit mindestens 1290, dem Jahr, in welchem sie erstmals urkundlich erwähnt wird.
- Tal des Geiergrundbachs
- Ski-Sprungschanze

## Infrastruktur

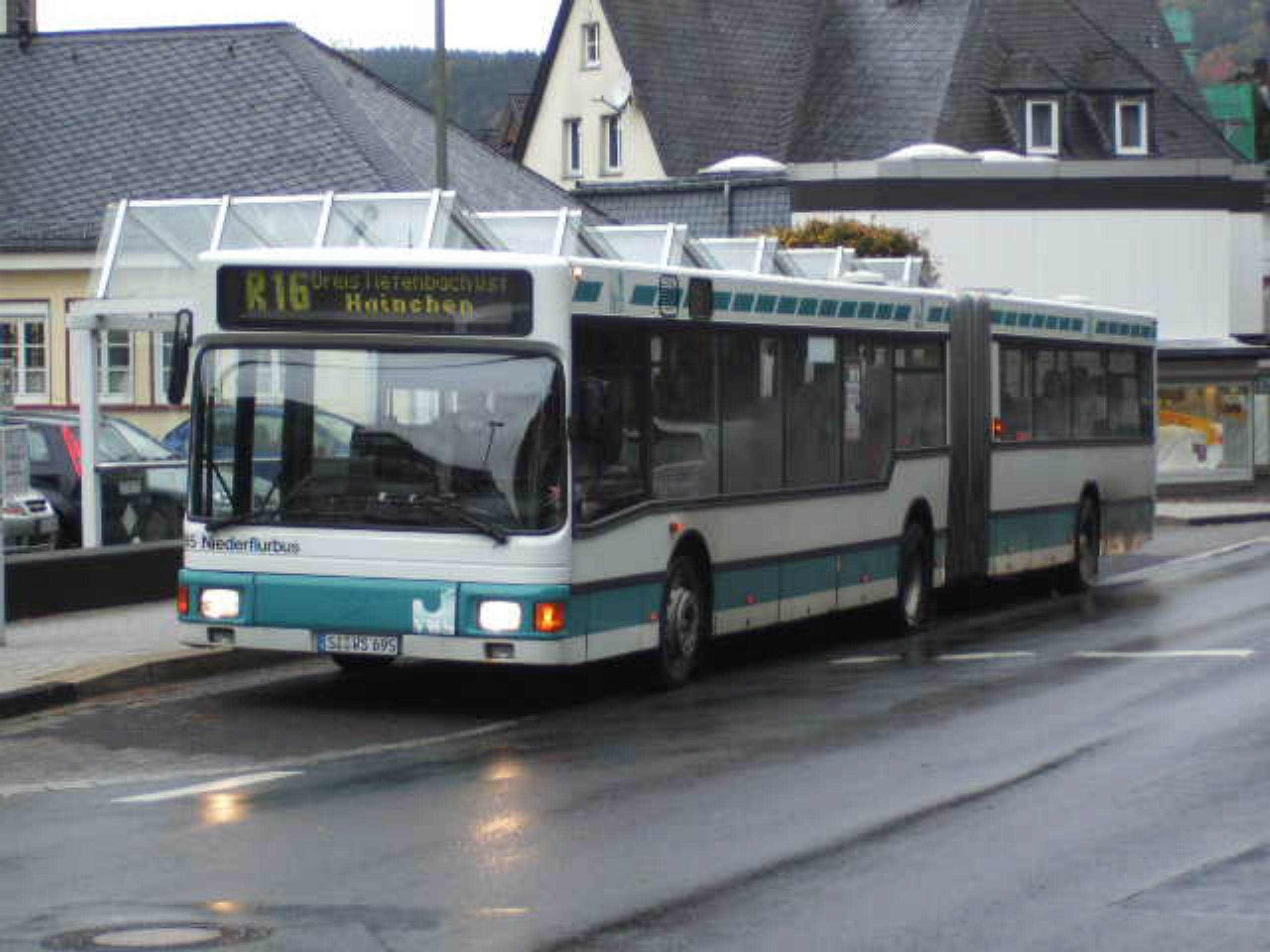
Buslinie R16 in Richtung Hainchen

### Industrie
Die Wirtschaft im Ort hat sich von ehemals kleinen Handwerksbetrieben und selbstständigen Bauern bis heute zu Industriebetrieben entwickelt. So haben sich eine  Fertighausfirma sowie eine mechanische Werkstatt und vier Dienstleistungsbetriebe hier angesiedelt. Ferner gibt es eine landwirtschaftlich genutzte Fläche von vier Betrieben, davon zwei im Haupterwerb. Insgesamt sind im Ort 129 Arbeitsplätze zu verzeichnen. Die überwiegende Zahl der Arbeitnehmer pendelt in die benachbarten Gebiete (Großraum Siegen und vorderes Hessen).

### Verkehrsanbindung
Der Ort ist 14 km von der A 45 entfernt. Die günstige Verkehrsanbindung trägt auch zur Belebung der Wanderwege am Rothaarsteig bei, der 7 km durch Hainchen führt. Hainchen ist auch an den Busverkehr angebunden (Linie R16 aus Siegen und Netphen. Allerdings wurde die Linie R16 (ehemals Linie L161) aufgrund hoher Nachfrage bis Rudersdorf in der Gemeinde Wilnsdorf verlängert, um das abgelegene Dorf Hainchen besser an die Infrastruktur und durch den dort gelegenen DB-Bahnhof schneller an Siegen und Dillenburg anzubinden. Außerdem gibt es noch die Linie A360 mit Anbindung an die umliegenden Ortschaften). Ehemals gab es eine Buslinie R21, welche Hilchenbach über Netphen, Hainchen und Mandeln nach Dillenburg und von Netphen über Hainchen in das im Dietzhölztal gelegenen Mandeln mit Anschluss nach Bad Laasphe mit den Buslinien 302/R32 und A381 angebunden hat.

### Soziale und öffentliche Einrichtungen
- Grundschule
- Bürgerhaus

- Sportplatz
- Tennisanlage
- Bolzplatz
- Drei Kinderspielplätze
- Friedhof
- Freiwillige Feuerwehr
- Skiclub Oberes Johannland